# 豊浦町 (横浜市)
豊浦町（とようらちょう）は、神奈川県横浜市中区の町名。住居表示は未実施で、丁目は設けられていない。

## 地理
中区の東部、東京湾に面した本牧地先の埋立地に位置する。北側はかもめ町、西側は千鳥町、内陸側となる北西側は本牧元町に隣接する。町の2/3ほどをENEOS根岸製油所の敷地が占め、横浜トヨペットや高田工業の自動車車体工場、国際埠頭の荷揚げ施設などがある。ほぼ全域が工業地帯で、2023年3月31日現在、人口は0人である。
町の西端を国道357号とその上部に首都高速湾岸線、国道に沿って貨物専用の神奈川臨海鉄道本牧線が通る。かもめ町・豊浦町の境付近で、国道357号と南本牧ふ頭方面へ接続する道が立体交差で分合流する。
市立小・中学校に通う場合、全域が横浜市立本牧南小学校および横浜市立大鳥中学校の学区となる（2023年4月時点）が、住民はいない。

## 歴史
昭和30年代までのこの付近の海岸線は国道357号のさらに内陸側で、本牧海岸、地域の鎮守の八王子神社から八王子海岸とも呼ばれていた。1961年（昭和36年）に埋立が事業決定。1963年に着工し、1967年11月10日に豊浦町が新設された。地名は、進出企業の繁栄を願って「豊」、もと海面であったことから「浦」を採った瑞祥地名である。

## 事業所
2021年現在の経済センサス調査による事業所数と従業員数は以下の通りである。
| 町丁   | 事業所数 | 従業員数 |
| ------ | -------- | -------- |
| 豊浦町 | 22事業所 | 922人    |

### 事業者数の変遷
経済センサスによる事業所数の推移。
| 年                 | 事業者数 |
| ------------------ | -------- |
| 2016年（平成28年） | 20       |
| 2021年（令和3年）  | 22       |

### 従業員数の変遷
経済センサスによる従業員数の推移。
| 年                 | 従業員数 |
| ------------------ | -------- |
| 2016年（平成28年） | 957      |
| 2021年（令和3年）  | 922      |

## その他

### 日本郵便
- 郵便番号：231-0814[3]（集配局：横浜港郵便局[12]）

### 警察
町内の警察の管轄区域は以下の通りである。
| 番・番地等 | 警察署     | 交番・駐在所 |
| ---------- | ---------- | ------------ |
| 全域       | 山手警察署 | 本牧ふ頭交番 |